# Ngựa máu lạnh Rhenish Đức
Ngựa máu lạnh Rhenish Đức, tiếng Đức: Rheinisch Deutsches Kaltblut, là một giống ngựa kéo hặng nặng có nguồn gốc từ vùng Rheland thuộc miền tây nước Đức. Nó được nhân giống vào nửa sau của thế kỷ XIX, chủ yếu tại trại ngựa của nhà nước Phổ tại Schloss Wickrath ở Wickrathberg, nay là một phần của Mönchengladbach ở North Rhine-Westphalia.

## Lịch sử
Những người nông dân ở Xứ Wales cần những con ngựa mạnh mẽ để làm việc trên vùng đất hoàng thổ nặng nề của khu vực. Vào thế kỷ XIX, nhiều con ngựa hạng nặng khác nhau đã được nhập từ các nước láng giềng - Bỉ, Đan Mạch, Pháp và Hà Lan - cũng như các giống ngựa: ngựa Clydesdale, Ngựa Shire và Ngựa Suffolk Punch có nguồn gốc từ Anh; những việc này dẫn đến sự cải thiện rất ít của các giống ngựa địa phương, một phần vì các vấn đề về khí hậu, một phần là do thiếu một hướng đi rõ ràng.
Vào những năm 1870, quyết định được đưa ra tại trại ngựa giống của bang Phổ tại Schloss Wickrath, vào thời điểm đó ở tỉnh Rhine của Vương quốc Phổ, để tập trung chăn nuôi theo kiểu Bỉ.:17 Những con ngựa đầu tiên của Bỉ được đưa đến Wickrath ở 1876, và đến năm 1880 đã có 50 con. Một cuốn sách về giống ngựa này đã được mở vào năm 1892; đã có 148 ngựa cái đăng ký trong năm đó. Số lượng giống tăng nhanh trong nửa đầu thế kỷ XX và đến năm 1946 đã có 26.990 con ngựa cái được đăng ký. Trong một số năm, 700 con ngựa non đã được yêu cầu phê duyệt cho chăn nuôi.
Chiến tranh thế giới thứ hai đã gây ra sự suy giảm mạnh mẽ đối với giống ngựa máu lạnh Rhenish Đức. Trong khi có một khoảng thời gian hồi sinh ngắn hạn trong việc ứng dụng nông nghiệp của ngựa trong những năm sau chiến tranh, việc cơ giới hóa nông nghiệp tiến bộ đã dẫn đến một sự sụt giảm số lượng ngựa giống này một lần nữa. Các trại giống ngựa Wickrath đã bị đóng cửa vào năm 1957, và sáp nhập vào trại giống ngựa của Warendorf, ở Westfalen. Đến năm 1975, có 11 con ngựa cái và 2 con ngựa đực được đăng ký trong cuốn sách giống. Số lượng ngựa giống này đã dần hồi phục và năm 2013 được báo cáo là 1173 con cáo và 149 con đực.